# Kazłowa (rejon orszański)
Kazłowa (biał. Казлова; ros. Козлово, Kozłowo) – wieś na Białorusi, w obwodzie witebskim, w rejonie orszańskim, w sielsowiecie Zadrouje.